# Alianța Sinjarului

Un drapel oficial folosit de unii yazidiți

Drapelul folosit de HPÊ

Alianța Sinjarului (în kurdă Fermandariya Hevbeş a Şengalê, în română Comandamentul Unificat al Sinjarului), nume complet Comandamentul din Ezidkhan pentru Eliberarea Sinjarului (în kurdă Fermandariya Êzîdxana Ji Bo Rizgariya Şengalê), este un comandament comun al două miliții yazidite, Unitățile de Rezistență din Sinjar (YBȘ) și Unitățile Feminine Êzîdxan (YJÊ). Ambele miliții sunt sprijinite de Partidul Muncitorilor din Kurdistan (PKK).
Denumirea „Alianța Sinjarului”, care nu reprezintă o traducere fidelă, a apărut prima dată într-un buletin de știri în limba engleză al ÊzîdîPress. Adaptarea numelui, formulată de Haydar Shesho în ediția în engleză a ÊzîdîPress, corespunde cu termenul folosit de alte periodice kurde care au relatat despre fondarea Comandamentului Unificat al Sinjarului, iar acest lucru demonstrează că „Alianța Sinjarului” reprezintă o formulă corectă de adaptare a denumirii kurde Fermandariya Hevbeș a Șengalê.  
Alianța a fost creată la sfârșitul lunii octombrie 2015, cu scopul înființării unei regiuni autonome confederalist democratice yazidite în Ezidkhan, sub auspiciile Guvernului Regional din Kurdistanul Irakian. 
Între Alianța Sinjarului și Guvernul Regional al Kurdistanului există anumite tensiuni, deoarece președintele Kurdistanului Irakian, Masoud Barzani, intenționează să controleze Sinjarul și solicită retragerea milițiilor care au legături cu PKK.
În martie 2017, Forțele de Protecție din Êzîdxan (HPÊ) au anunțat că s-au alăturat Peshmerga și că vor primi ordine de la președintele Kurdistanului Irakian, părăsind deci Alianța Sinjarului.